# 疏刺茄
疏刺茄（学名：Solanum nienkui）为茄科茄属下的一个种。

## 扩展阅读
- 維基物種上的相關：疏刺茄